# ヴィンフック省
ヴィンフック省（ヴィンフックしょう、ベトナム語：Tỉnh Vĩnh Phúc / 省永福  発音）は、ベトナムのかつての省（地方公共団体）の一つ。紅河デルタ地方に位置する。州都はヴィンイエン市。
2025年、ホアビン省と共にフート省に統合された。

## 行政区画
2市7県で構成される。
- ヴィンイエン市（Vĩnh Yên / 永安）
- フックイエン市（Phúc Yên / 福安）
- ビンスエン県（Bình Xuyên / 平川）
- ラップタック県（Lập Thạch / 立石）
- ソンロ県（Sông Lô / 瀧瀘）
- タムダオ県（Tam Đảo / 三島）
- タムズオン県（Tam Dương / 三陽）
- ヴィントゥオン県（Vĩnh Tường / 永祥）
- イエンラック県（Yên Lạc / 安樂）

## 出身人物
- グエン・タイ・ホック